# 10, 9, 8, 7, 6, 5, 4, 3, 2, 1
10, 9, 8, 7, 6, 5, 4, 3, 2, 1 är ett musikalbum av Midnight Oil från 1982. Skivan var den första Midnight Oil-skivan som inte klättrade speciellt högt på de amerikanska musiklistorna. I hemlandet Australien var den däremot en jättesuccé och befann sig på försäljningstopplistorna i två år, inte minst tack vare hitlåtarna "US Forces" och "Power and the Passion". 10, 9, 8, 7, 6, 5, 4, 3, 2, 1 hör till de mest politiskt engagerade i Midnight Oils repertoar, och kritiken mot USA är speciellt tydlig.

## Låtlista
| Nr  | Titel                                  | Kompositör               | Längd |
| --- | -------------------------------------- | ------------------------ | ----- |
| 1.  | Outside World                          | Moginie                  | 4:24  |
| 2.  | Only the Strong                        | Hirst, Moginie           | 4:31  |
| 3.  | Short Memory                           | Hirst, Moginie, Garrett  | 3:52  |
| 4.  | Read About It                          | Hirst, Moginie, Garrett  | 3:52  |
| 5.  | Scream in Blue                         | Rotsey, Moginie, Garrett | 6:22  |
| 6.  | US Forces                              | Moginie, Garrett         | 4:06  |
| 7.  | Power and the Passion                  | Hirst, Moginie, Garrett  | 5:39  |
| 8.  | Maralinga                              | Moginie, Garrett         | 4:44  |
| 9.  | Tin Legs and Tin Mines                 | Rotsey, Moginie, Garrett | 4:28  |
| 10. | Somebody's Trying to Tell Me Something | Midnight Oil             | 3:58  |